# A Picture of Nectar
A Picture of Nectar è il terzo album ufficiale del gruppo statunitense Phish, uscito nel 1992.
È il loro lavoro più famoso, in cui tutti i componenti danno sfoggio della loro abilità strumentale. Il disco fonde jam session alla Grateful Dead con alternanza di stili sul modello di Frank Zappa, mantenendo sempre un approccio vivace e fresco. La versatilità del gruppo si dimostra nella loro capacità di spaziare in più generi musicali: funk ("Cavern"), blues rock ("Chalk Dust Torture"), country ("Poor Heart"), assoli chitarristici alla Santana ("The Landlady") e jazz ("Magilla"). Alcune canzoni sono dei simpatici intermezzi e in molte tracce sono presenti giochi di parola e nonsense.
"Tweezer" è la canzone più famosa, eseguita molto spesso dal vivo perché ideale per le jam session.
Il nome dell'album deriva da quello di Nectar Norris, proprietario del club in cui i Phish suonavano agli inizi della loro carriera.

## Tracce
1. Llama (Anastasio) – 3:31
2. Eliza (Anastasio) – 1:31
3. Cavern (Anastasio/Tom Marshall/Scott Herman) – 4:24
4. Poor Heart (Gordon)  – 2:45
5. Stash (Anastasio/Tom Marshall) – 7:31
6. Manteca (Dizzy Gillespie/Gil Fuller) - 0:29
7. Guelah Papyrus (Anastasio/Tom Marshall) – 5:22
8. Magilla (McConnell)  – 2:46
9. The Landlady (Anastasio) – 2:56
10. Glide (Anastasio/Tom Marshall/Dave) – 4:12
11. Tweezer (Anastasio/Fishman/Gordon/McConnell) – 8:12
12. The Mango Song (Anastasio)  – 6:23
13. Chalk Dust Torture (Anastasio/Tom Marshall) – 4:35
14. Faht (Fishman) – 2:21
15. Catapult (Gordon) – 0:32
16. Tweezer Reprise (Anastasio/Fishman/Gordon/McConnell) – 2:40

## Musicisti
- Trey Anastasio - voce, chitarra
- Page McConnell - tastiere, voce
- Mike Gordon - basso, voce
- Jon Fishman - batteria, voce